# Lev Tolstoj (plaats)

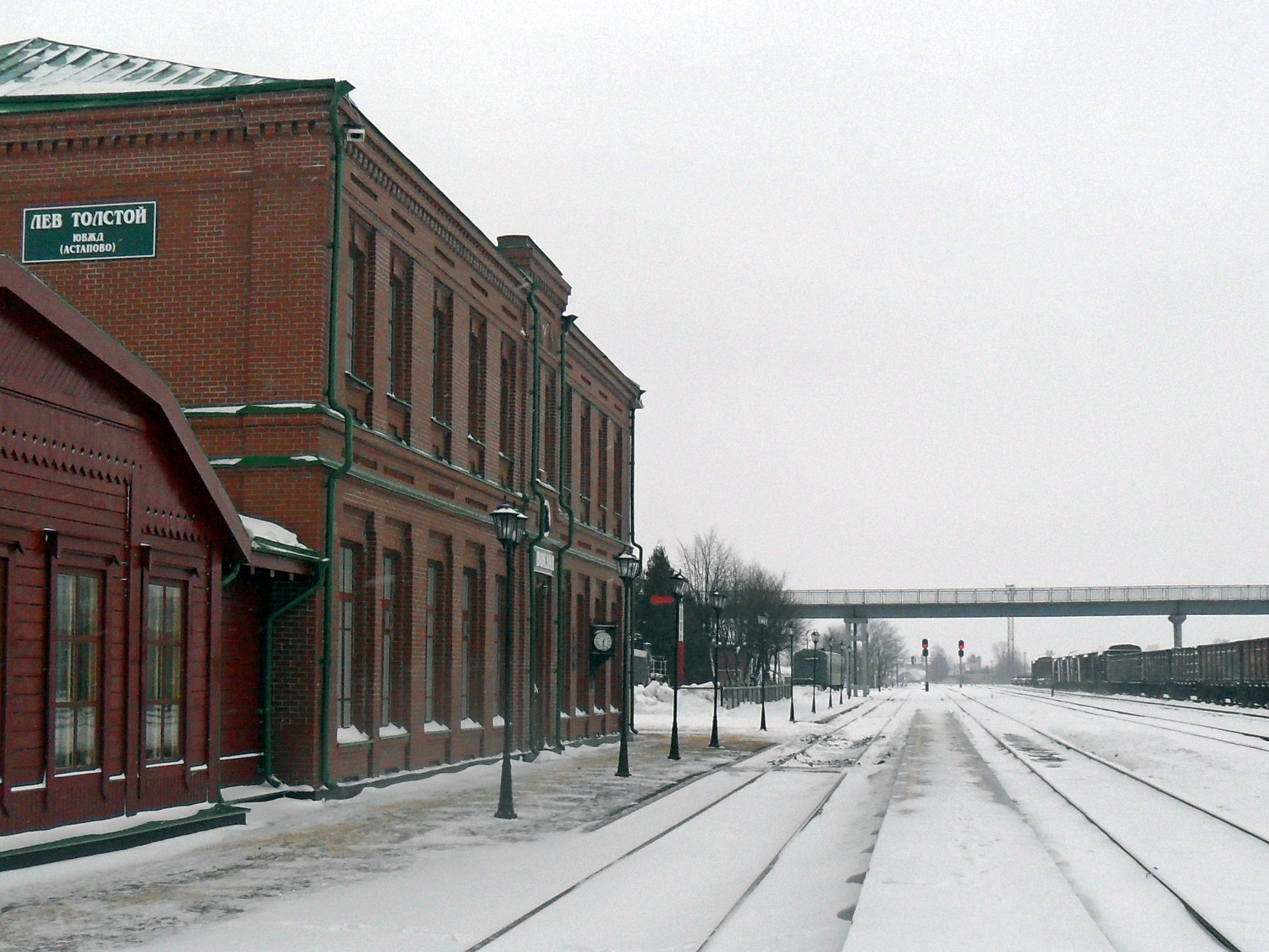
Het station van Lev Tolstoj.

Lev Tolstoj (Russisch: Лев Толсто́й) is een nederzetting en het administratieve centrum van het District Lev-Tolstovski van Oblast Lipetsk, Rusland. De nederzetting heette voorheen Astapovo (Russisch: Аста́пово).

De ligging van Oblast Lipetsk waarin Astapovo zich bevindt.

De nederzetting is gesticht in 1890 vanwege het treinstation op de kruising van de routes Kozlov–Volovo en Moskou–Jelets. Lev Tolstoj, een beroemde Russische schrijver, werd ziek in het station van Astapovo en overleed hier in 1910 op 82-jarige leeftijd aan longontsteking. In 1918 of 1920 kreeg de nederzetting haar huidige naam ter ere van Tolstoj.
In 2005 woonden hier 8800 mensen.